# Carcelia patellata
Carcelia patellata är en tvåvingeart som beskrevs av Louis-Paul Mesnil 1977. Carcelia patellata ingår i släktet Carcelia och familjen parasitflugor.
Artens utbredningsområde är Madagaskar. Inga underarter finns listade i Catalogue of Life.